# 大山越
大山越（おおやまごえ）は、徳島県板野郡上板町と香川県東かがわ市川股の境界にある峠。標高約509m。

## 地理
地元では香美宅松越と呼ばれている。板野郡上板町神宅と香川県東かがわ市川股の境にある峠。大山の東にあり、阿讃を結ぶ間道のひとつであった。峠には現在は車道が通じているが、旧道も残っており、旧道はほぼ一直線に大山寺の山門下に通じている。旧道は庚申塔のあるところから登るが、最初に車道を横切るところに、七条城主である七条兼仲にまつわる飛みなｍ地蔵があった。
源義経の屋島の進攻はこの道を通ったともいわれ、鞍かけ松、義経桜、薄雪の墓、かめ割の段などの伝説が多く残っている。峠道を東へ下ると、馬宿川上流の川股ダムに達する。峠から尾根伝いに南東に行くと一本松越に至る。